# 星州都氏
星州都氏（ソンジュドし、성주도씨）は、朝鮮の氏族の一つ。本貫は慶尚北道星州郡である。2015年の調査では、53,066人（他に同系列の星山都氏は1,479人）である。
朝鮮の都氏の始祖は、高句麗の建国に手柄を立てた都祖である。都祖は、中国前漢成帝代に高句麗に到来して鄒募王（朱蒙）の臣下となった。都祖は朱蒙の死後、高句麗の王位継承紛争に介入して瑠璃明王が高句麗の第2代国王に即位することを助けた。その子孫が朝鮮に南下して、百済、新羅にも広がった。『典故大方』『朝鮮氏族統譜』によると、原始祖は百済蓋鹵王（近蓋婁王）時の人物の都彌である。のち、高麗の建国に功勲を立てた都陳が政丞に任命され、星山府院君に封じられ、星州に定着し、その子孫たちが星州を本貫とした。 また、『星州都氏族譜』は高麗元宗の時代に典礼尚書を務めた都順を一世祖とした。

## 行列字
| ○世孫  | 29       | 30       | 31       | 32       | 33       | 34       | 35       |
| ------ | -------- | -------- | -------- | -------- | -------- | -------- | -------- |
| 行列字 | 환（煥） | 기（基） | 종（鍾） | 법（法） | 격（格） | 혁（爀） | 숙（塾） |

## 集姓村
- 慶北星州郡碧珍面海平洞
- 慶北軍威郡義興面梨枝洞
- 慶北清道郡角南面鹿鳴洞[2]